# Mario Marchiori
Mario Marchiori (1928.) je bivši talijanski hokejaš na travi.
Na hokejaškom turniru na Olimpijskim igrama 1952. u Helsinkiju je igrao za Italiju, koja je ispala u osmini završnice. 
Bio je dijelom najbrojnije skupine u talijanskoj reprezentaciji, igrača rođenih u Genovi.

## Vanjske poveznice
- Profil na Sports Reference.com  Arhivirana inačica izvorne stranice od 18. prosinca 2009. (Wayback Machine)